# الپیدیا کاریو
الپیدیا کاریو (انگلیسی: Elpidia Carrillo؛ زادهٔ ۱۶ اوت ۱۹۶۱) یک هنرپیشه و کارگردان اهل مکزیک است.
از فیلم‌ها یا برنامه‌های تلویزیونی که وی در آن نقش داشته است می‌توان به غارتگر، شجاع، هفت زندگی، سولاریس، کنسول افتخاری، سالوادور، مرز، مادر و فرزند، نه زندگی، سوسک آبی و زیر آتش اشاره کرد.